# Jo Guest
Jo Guest (Chesterfield, Inglaterra; 22 de febrero de 1972) es una modelo de glamour británica.

## Biografía
Nacida y criada en Chesterfield, al noreste de Derbyshire (Inglaterra), Guest se inició en el mundo del modelaje tras ver un anuncio mientras asistía a un curso de hostelería en su universidad. Apareció como chica de la página 3 en The Sun y también ha aparecido en las revistas Loaded y FHM. También apareció en el vídeo de Playboy "Shagalicious British Babes".
Guest ha aparecido en una amplia gama de revistas británicas de primera línea, como Escort, Mayfair, Men Only, Men's World, Razzle y Whitehouse. Desde el año 2000 fue presentadora de televisión en el canal por cable/satélite Men and Motors del Reino Unido, operado por Granada Television.
Guest también apareció en una revista erótica interactiva para PC llamada Interactive Girls. Protagonizó un juego erótico para PC llamado Jo Guest in the Milk Round, publicado por Interactive Girls Club en 1994.
En 2002, Guest promocionó su propuesta de pasarse a la conducción de rallies de competición.
A partir del número de junio de 2002, Guest tuvo una columna mensual de consejos en la revista Front. Anteriormente había aparecido en una columna semanal de consejos "agony babe" en el periódico Daily Star desde noviembre de 1998 hasta marzo de 2000.
El 21 de enero de 2008, participó como invitada en el programa de televisión This Morning, durante el cual habló de una misteriosa enfermedad que padecía desde hacía 14 meses, que la había dejado incapacitada para trabajar y que los médicos no habían podido diagnosticar. El 10 de abril de 2008 volvió como invitada y confirmó que, como resultado directo de la ayuda de los espectadores que habían visto su anterior aparición, se le había diagnosticado fibromialgia.